# Вадецкая, Эльга Борисовна
Э́льга Бори́совна Ваде́цкая (1936—2018) — советский и российский археолог, доктор исторических наук. В ИИИМК РАН с 1965 года. Дочь писателя Бориса Александровича Вадецкого. 
Специалист по археологии Южной Сибири и Центральной Азии (Хакасия, Тува и Монголия) эпохи энеолита, бронзы и железного века; исследователь искусства древних народов Сибири, палеэтнографии и историографии Сибири. Кандидатская диссертация — «Древние изваяния эпохи бронзы на Енисее» (1966), докторская диссертация — «Таштыкская эпоха в древней истории Сибири» (1999).
Похоронена в Москве на Введенском кладбище (1 уч.).
Младшая сестра Татьяна Вадецкая (род. 1941) — художник по костюмам киностудии «Мосфильм», Член Союза кинематографистов.

## Основные работы
Монографии
- Вадецкая Э. Б. Древние идолы Енисея. — Л.: Наука, 1967. — 78 с.
- Вадецкая Э. Б., Леонтьев Н. В., Максименков Г. А. Памятники окуневской культуры. — Л.: Наука, 1980. — 148 с.: ил.
- Вадецкая Э. Б. Сказы о древних курганах / отв. ред. В. Е. Ларичев. — Новосибирск: Наука, 1981. — 112 с. — (Страницы истории нашей Родины).
- Вадецкая Э. Б. Археологические памятники в степях среднего Енисея. — Л.: Наука, 1986. — 178 с.
- Вадецкая Э. Б. Таштыкская эпоха в древней истории Сибири. — СПб.: Центр «Петербургское Востоковедение», 1999. — 440 с.: ил. — (Archaeologica Petropolitana; VII).
- Вадецкая Э. Б. Древние маски Енисея. — Красноярск ; СПб.:Версо, 2009. — 188 с., [32] л. ил.
- Вадецкая Э. Б., Поселянин А. И. Таштыкский погребально-поминальный комплекс Белый Яр 3. Абакан: Хакасское книжное издательство. 2015. 210 с. ISBN 978-5-7091-0717-5

Автор свыше 200 статей.